# Placówka Straży Granicznej I linii „Starokrzepice”

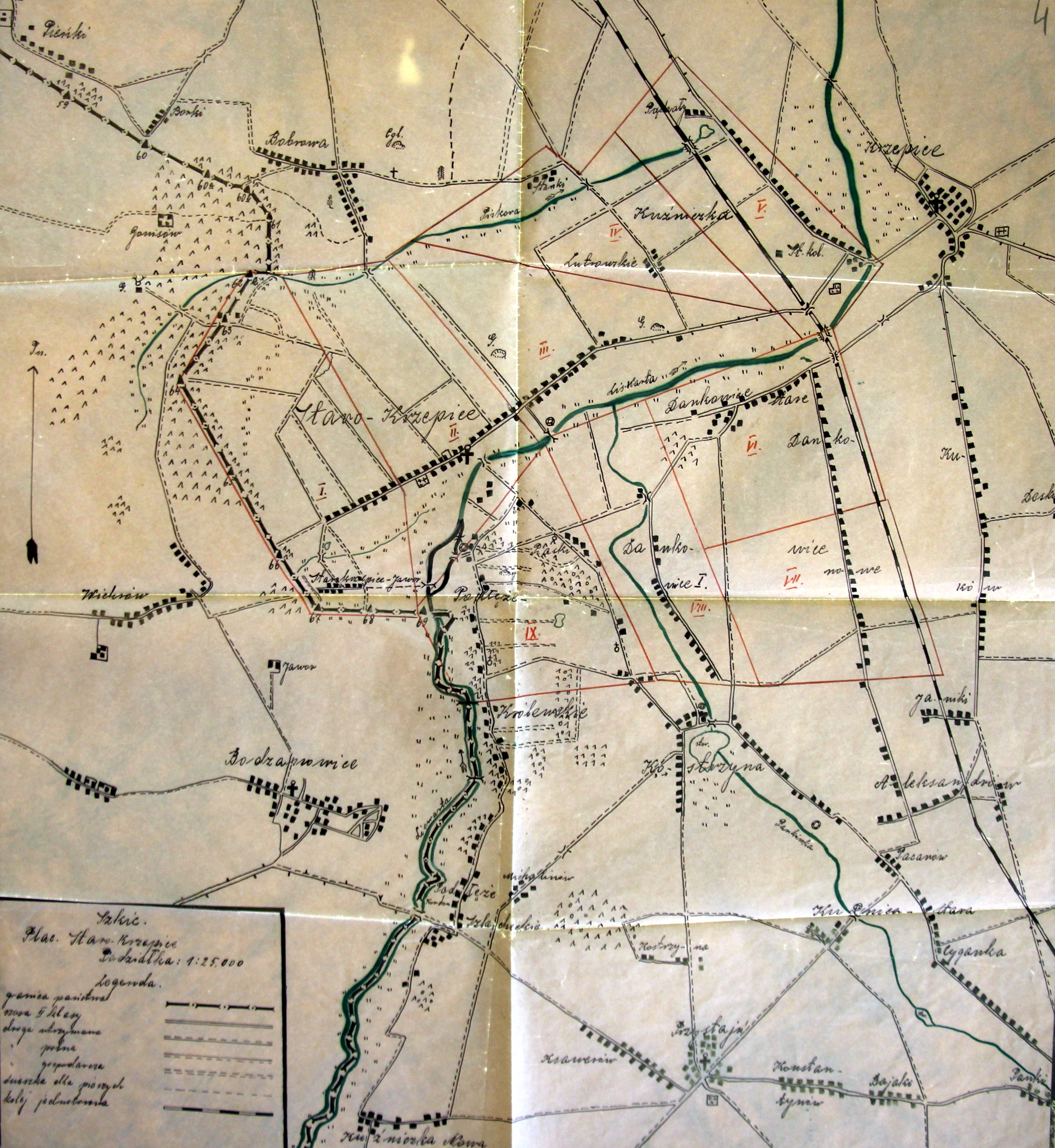
Szkic placówki SG „Starokrzepice”

Placówka Straży Granicznej I linii „Starokrzepice” – jednostka organizacyjna Straży Granicznej pełniąca służbę ochronną na granicy polsko-niemieckiej w okresie międzywojennym.

## Geneza
Na wniosek Ministerstwa Skarbu, uchwałą z 10 marca 1920 roku, powołano do życia Straż Celną. Od połowy 1921 roku jednostki Straży Celnej rozpoczęły przejmowanie odcinków granicy od pododdziałów Batalionów Celnych. W 1921 roku w Starokrzepicach stacjonował sztab 3 kompanii 4 batalionu celnego. 3 kompania celna jedną ze swoich placówek wystawiła w Starokrzepicach. Proces tworzenia Straży Celnej trwał do końca 1922 roku. Placówka Straży Celnej „Starokrzepice” weszła w podporządkowanie komisariatu Straży Celnej „Podłęże Szlacheckie” z Inspektoratu SC „Praszka”.

## Formowanie i zmiany organizacyjne
Rozporządzeniem Prezydenta Rzeczypospolitej Polskiej Ignacego Mościckiego z 22 marca 1928 roku, do ochrony północnej, zachodniej i południowej granicy państwa, a w szczególności do ich ochrony celnej, powoływano z dniem 2 kwietnia 1928 roku  Straż Graniczną.
Rozkazem nr 3 z 25 kwietnia 1928 roku w sprawie organizacji Wielkopolskiego Inspektoratu Okręgowego dowódca Straży Granicznej gen. bryg. Stefan Pasławski określił strukturę organizacyjną komisariatu SG „Jaworzno”. Placówka Straży Granicznej I linii „Starokrzepice” znalazła się w jego strukturze.
Rozkazem nr 11 z 9 stycznia 1930 roku reorganizacji Wielkopolskiego Inspektoratu Okręgowego komendant Straży Granicznej płk Jan Jur-Gorzechowski ustalił nową organizację komisariatu i przeniósł jego siedzibę do Rudnik. Placówka SG I linii „Starokrzepice” pozostała w jego strukturze.
Rozkazem nr 4 z 17 grudnia 1934 roku  w sprawach [...] zarządzeń organizacyjnych i zmian budżetowych, komendant Straży Granicznej płk Jan Jur-Gorzechowski wyłączył placówki I linii  „Starokrzepice” z komisariatu Straży Granicznej „Rudniki” i przydzielił do komisariatu Straży Granicznej „Panki”.
Rozkazem nr 1 z 27 marca 1936 roku  w sprawach [...] zmian w niektórych inspektoratach okręgowych, komendant Straży Granicznej płk Jan Jur-Gorzechowski zniósł placówkę Straży Granicznej I linii „Bobrowo”, a załogę włączył w skład placówki „Starokrzepice”.

## Służba graniczna
Sąsiednie placówki:
- placówka Straży Granicznej I linii „Borek” ⇔ placówka Straży Granicznej I linii „Podłęże Szlacheckie” Śląski Inspektorat Okręgowy SG − 1928[7]
- placówka Straży Granicznej I linii „Pieńki” ⇔ placówka Straży Granicznej I linii „Podłęże Królewskie” − styczeń 1930[8]

## Kierownicy/dowódcy placówki
| stopień    | imię i nazwisko | okres pełnienia służby | kolejne stanowisko |
| ---------- | --------------- | ---------------------- | ------------------ |
| przodownik | Franciszek Król | był w 1932 –           |                    |